# Soyhières
Soyhières (französisch [swajɛr], im heute erloschenen Ortsdialekt [a swajir]) ist eine politische Gemeinde im Distrikt Delsberg des schweizerischen Kantons Jura. Der deutsche Name Saugern ist kaum mehr bekannt.

## Geographie
Soyhières liegt auf 402 m ü. M., 3,5 km nordnordöstlich des Kantonshauptorts Delsberg (Luftlinie). Das Dorf erstreckt sich am nördlichen Talrand der Birs, bei der Mündung des Bachs von Mettembert, in der stark gekammerten Hügellandschaft des nördlichen Juras.
Die Fläche des 7,5 km² grossen Gemeindegebiets umfasst einen Abschnitt des Faltenjuras nördlich des Delsberger Beckens. Die südliche Grenze bildet meist die Birs. Von hier erstreckt sich die Fläche über den unteren Teil des Tals von Mettembert und dessen Seitentäler, die in Schluchten die Juraketten durchbrechen und zum Teil markante Felszacken herausgebildet haben. Das Gemeindegebiet umfasst die Höhen von La Joux (817 m ü. M.) und L’Aibet (deutsch Äbi, 747 m ü. M.) und reicht ganz im Norden auf den Hasenschel, der mit 840 m ü. M. auf dem Boden von Soyhières den höchsten Punkt der Gemeinde bildet. Im Osten besitzt Soyhières einen kleinen Anteil am Nordhang der Fringelikette. Von der Gemeindefläche entfielen 1997 6 % auf Siedlungen, 63 % auf Wald und Gehölze, 30 % auf Landwirtschaft, und etwas mehr als 1 % war unproduktives Land.
Zu Soyhières gehören der Weiler Riedes-Dessus (deutsch Oberriederwald), 386 m ü. M., im tiefen Tal der Birs zwischen dem Äbi und der Fringelikette, sowie mehrere Einzelhöfe. Nachbargemeinden von Soyhières sind Courroux, Delsberg, Mettembert und Movelier im Kanton Jura sowie Roggenburg und Liesberg im Kanton Basel-Landschaft. Ein Dreikantonseck zu den Kantonen Basel-Landschaft und Solothurn findet sich beim Hochtälchen Surtel ().

## Bevölkerung
Mit 431 Einwohnern (Stand 31. Dezember 2023) gehört Soyhières zu den kleineren Gemeinden des Kantons Jura. Von den Bewohnern sind 77,4 % französischsprachig, 17,2 % deutschsprachig und 2,2 % italienischsprachig (Stand 2000). Die Bevölkerungszahl von Soyhières belief sich 1850 auf 279 Einwohner, 1900 auf 507 Einwohner. Im Verlauf des 20. Jahrhunderts wurden mehrere grössere Schwankungen registriert; der bisherige Höchststand wurde 1910 mit 592 Einwohnern verzeichnet.

## Wirtschaft
Die früher durch die Landwirtschaft geprägte Gemeinde hat sich in den letzten Jahrzehnten zum Wohndorf entwickelt. Es gibt nur wenige Arbeitsplätze ausserhalb des landwirtschaftlichen Sektors im Dorf. Viele Erwerbstätige (mehr als 50 %) sind deshalb Wegpendler und arbeiten vor allem im nahen Delsberg oder im Laufental und in der Region Basel.

## Verkehr

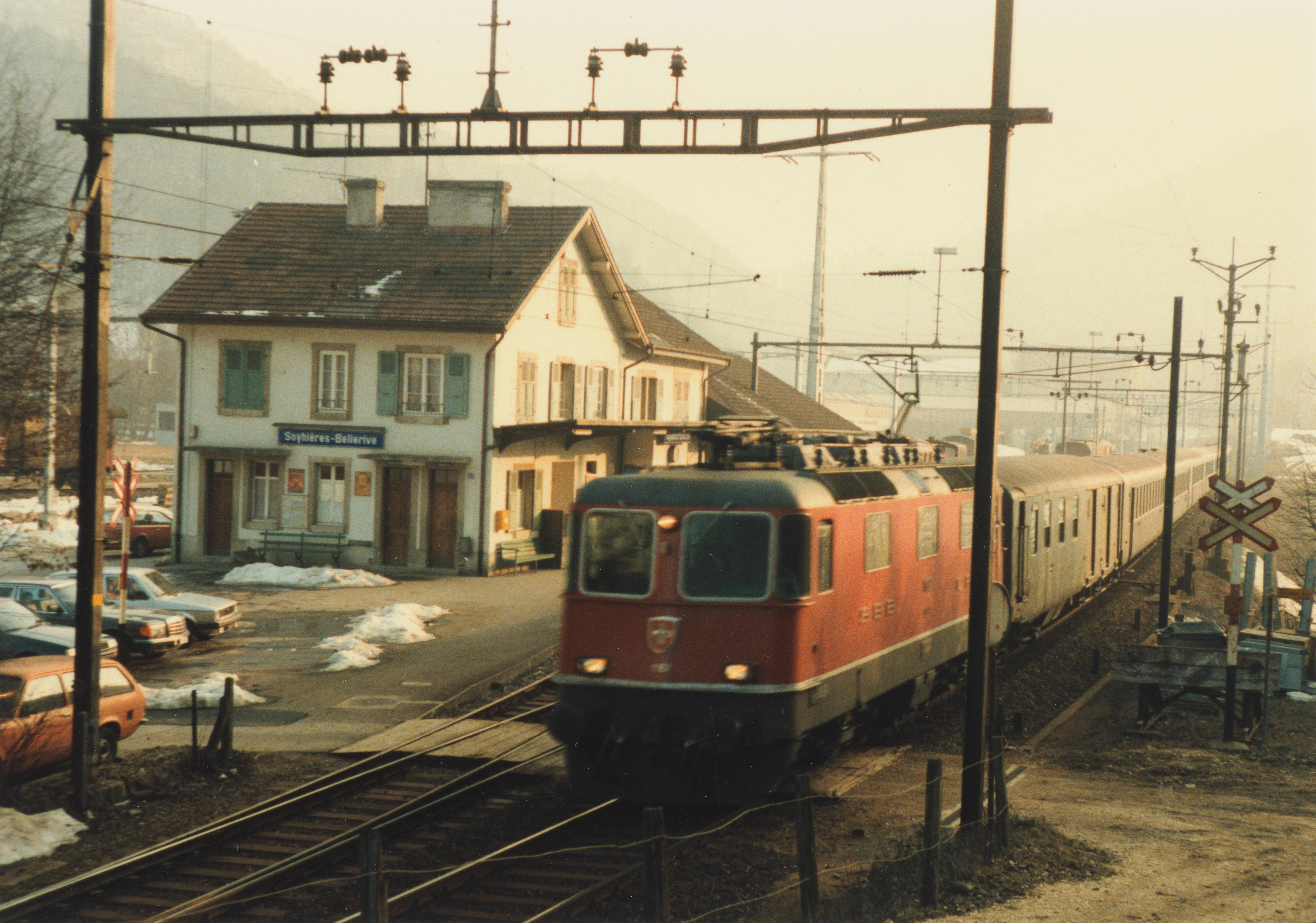
Ehemaliger Bahnhof Soyhières-Bellerive (1986)

Die Gemeinde ist verkehrsmässig gut erschlossen. Sie liegt an der Hauptstrasse von Basel nach Delsberg. Am 25. September 1875 wurde die Jurabahn Basel – Delsberg mit einem Bahnhof in Soyhières eröffnet, dieser ist aber seit den 1990er-Jahren stillgelegt, und die Züge fahren vorbei. Soyhières ist nur noch durch Buslinien, die von Delsberg in die Gemeinden des Nordjuras verkehren, an den öffentlichen Verkehr angebunden.

## Geschichte

Luftbild (1953)

Erste Erwähnungen findet das Dorf 1102 als Sougere und 1136 als Sohires. Soyhières gehörte den im Schloss Soyhières residierenden Grafen, das auf einer Felskrete südlich der Gemeinde steht, aber zum Gemeindegebiet von Courroux gehört. Die Grafen verwalteten den Sornegau, der im 13. Jahrhundert an die Grafen des elsässischen Ferrette kam. 1271 wurde Soyhières an das Fürstbistum Basel verkauft. Von 1793 bis 1815 gehörte der Ort zu Frankreich und war anfangs Teil des Département du Mont-Terrible, ab 1800 mit dem Département Haut-Rhin verbunden. Durch den Entscheid des Wiener Kongresses gelangte Soyhières 1815 an den Kanton Bern und am 1. Januar 1979 an den neu gegründeten Kanton Jura.
Der Weiler Riedes-Dessus kam 1856 von Courroux an Soyhières, bildet aber noch heute eine eigene Bürgergemeinde.

## Sehenswürdigkeiten
Die heutige Pfarrkirche wurde 1936–39 an der Stelle des Vorgängerbaus von 1715 errichtet. In der Krypta befindet sich das Grab des Dorfpfarrers Père Jean-Pierre Blanchard, der 1824 starb. Im Ortskern steht das Haus Chappuis, die ehemalige Herberge zum Weissen Kreuz aus der Mitte des 18. Jahrhunderts, die heute ein Mädchenpensionat beherbergt. Die Kapelle Notre-Dame de Lourdes steht auf einem Geländevorsprung nördlich des Dorfes. Eine weitere Kapelle befindet sich in Riedes-Dessus. In einer Klus nördlich von Soyhières wurde 1994 der Fischweiher Étang de la Réselle aufgestaut.

## Bilder

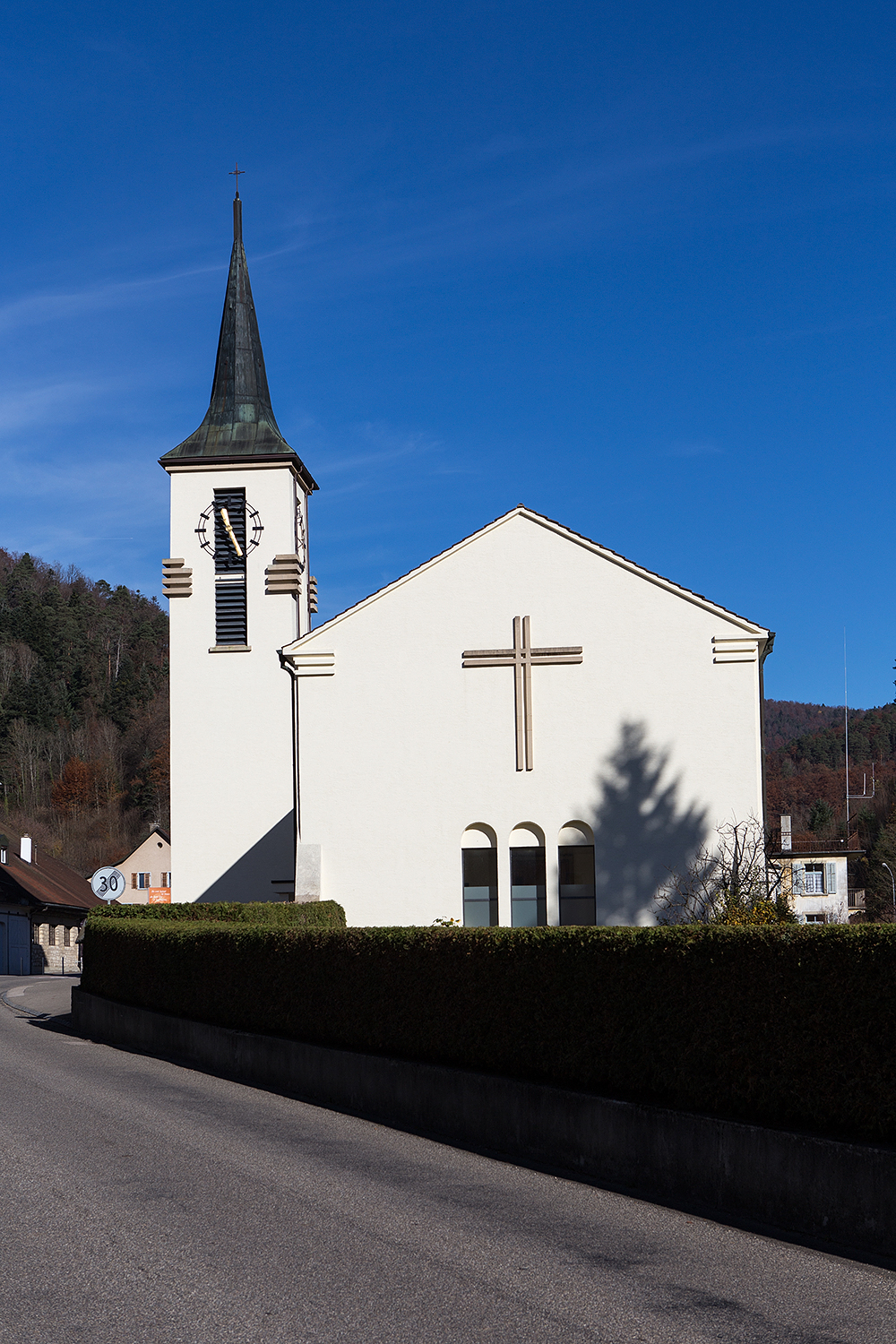
Kirche
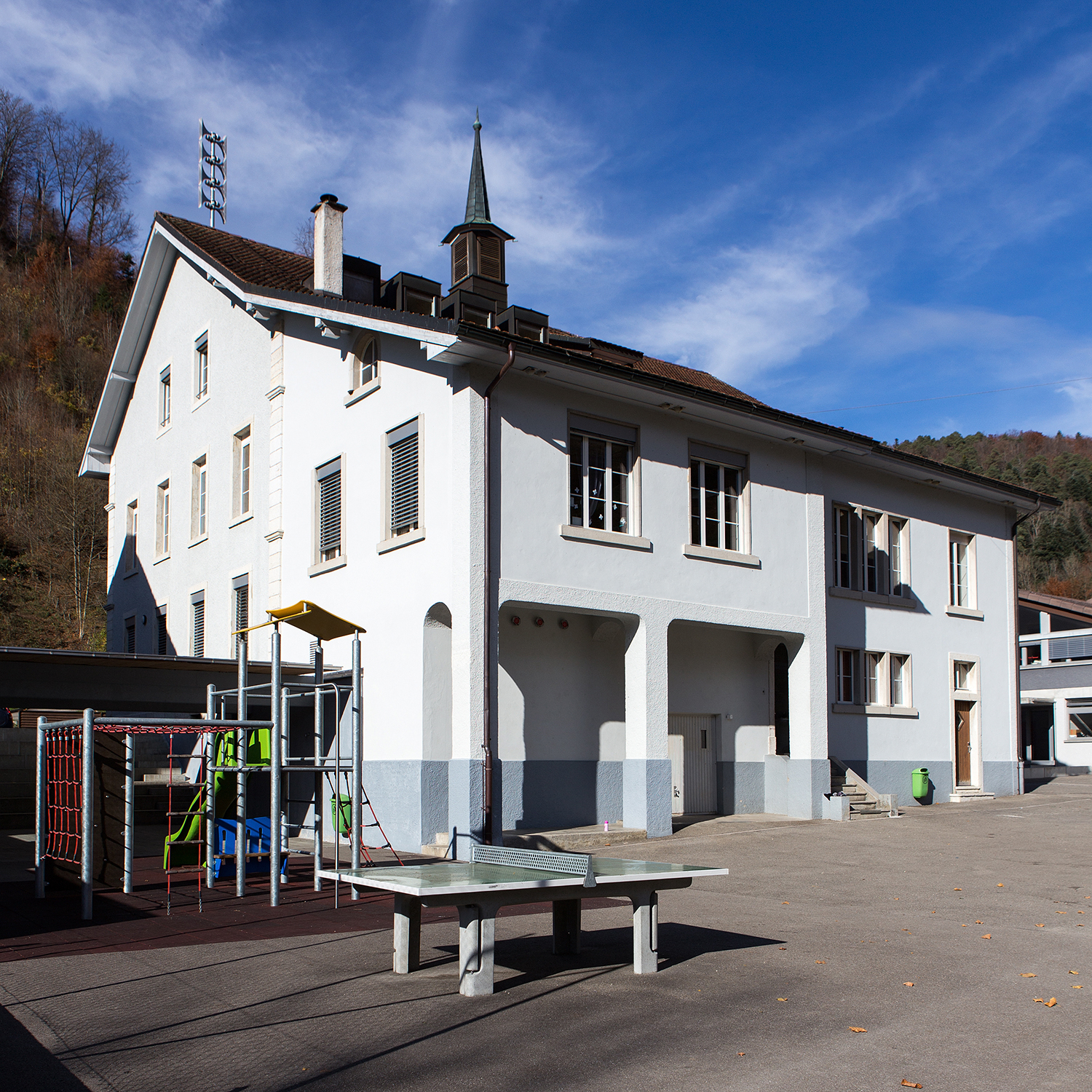
Schulhaus
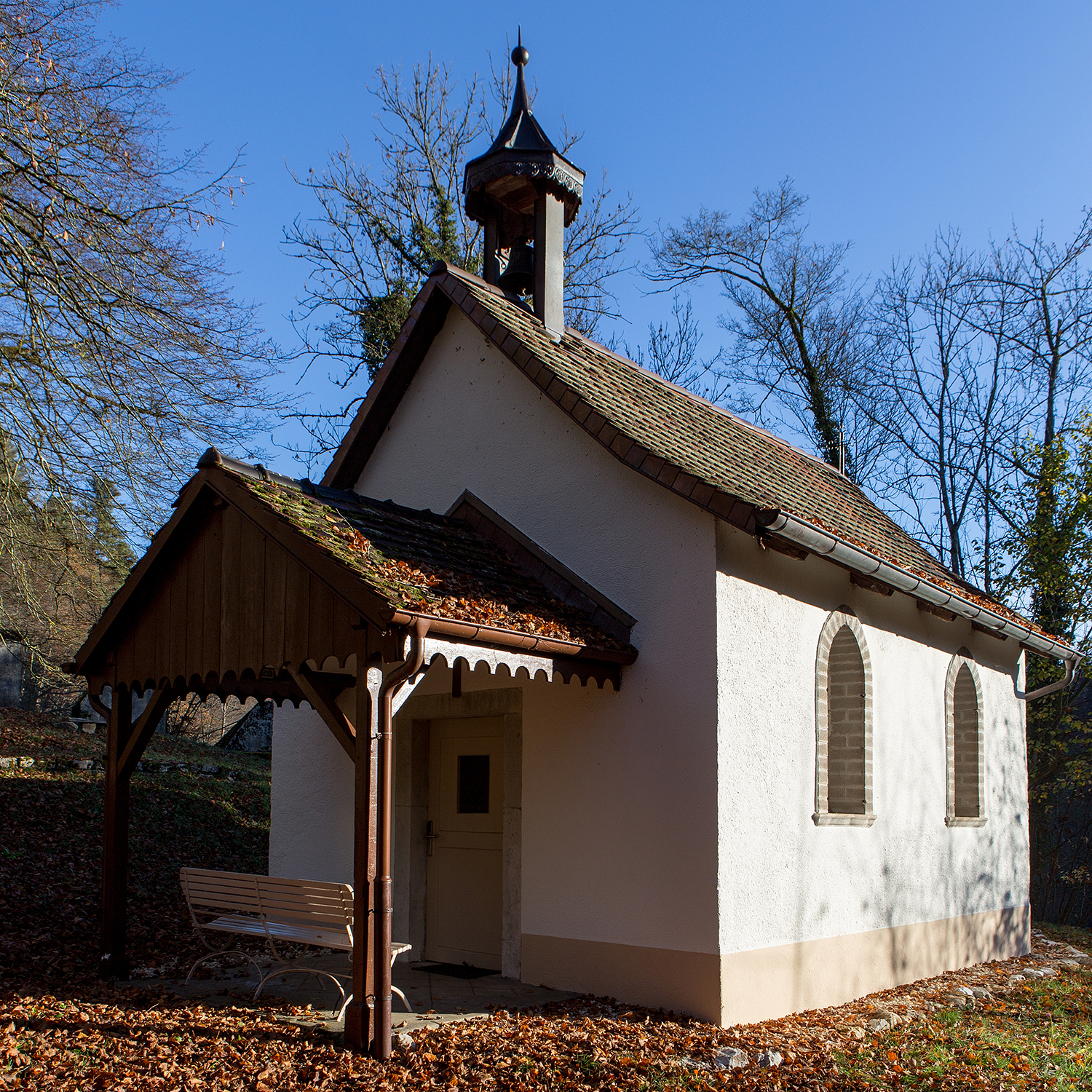
Chapelle ND de Lourdes
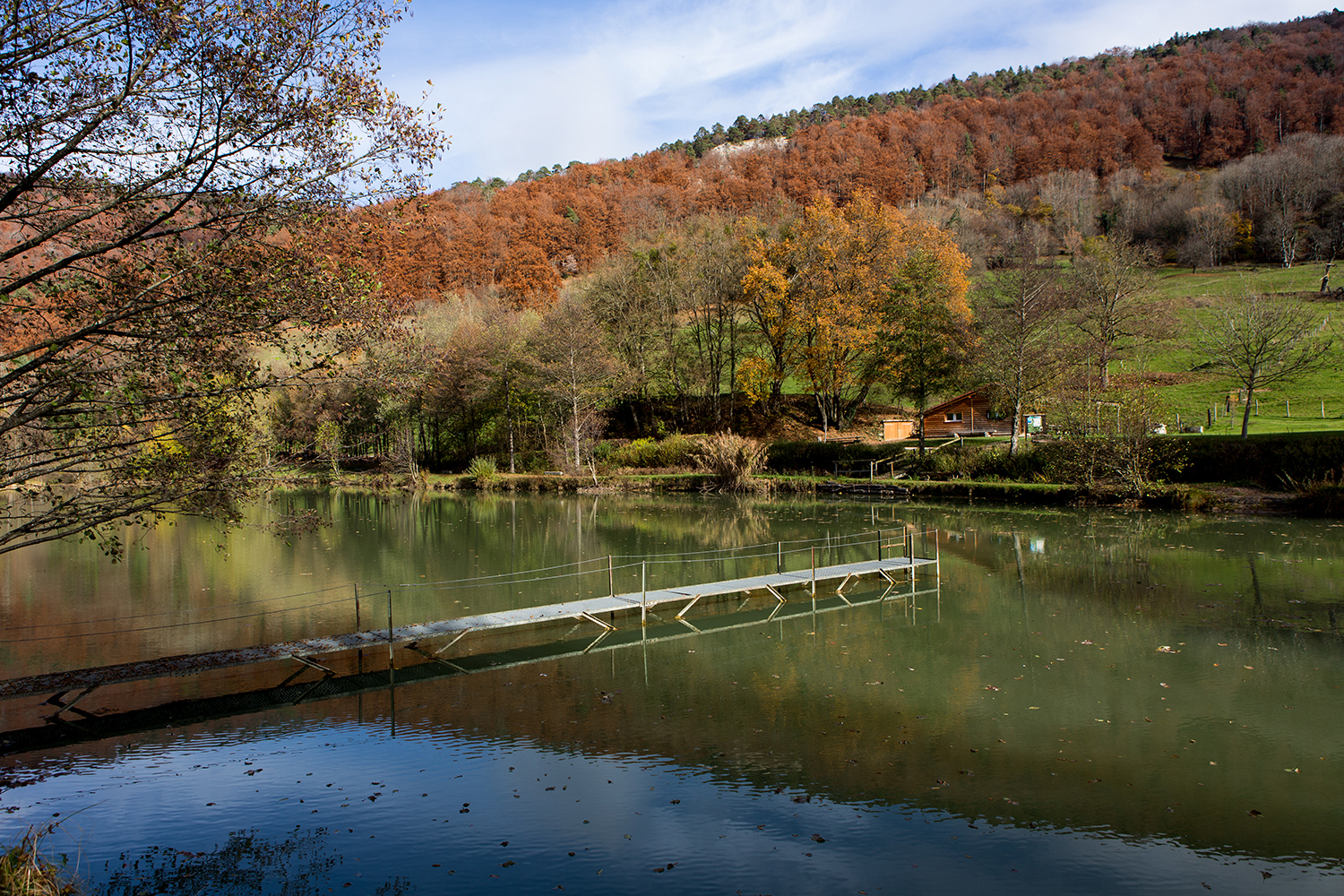
Etang de la Réselle
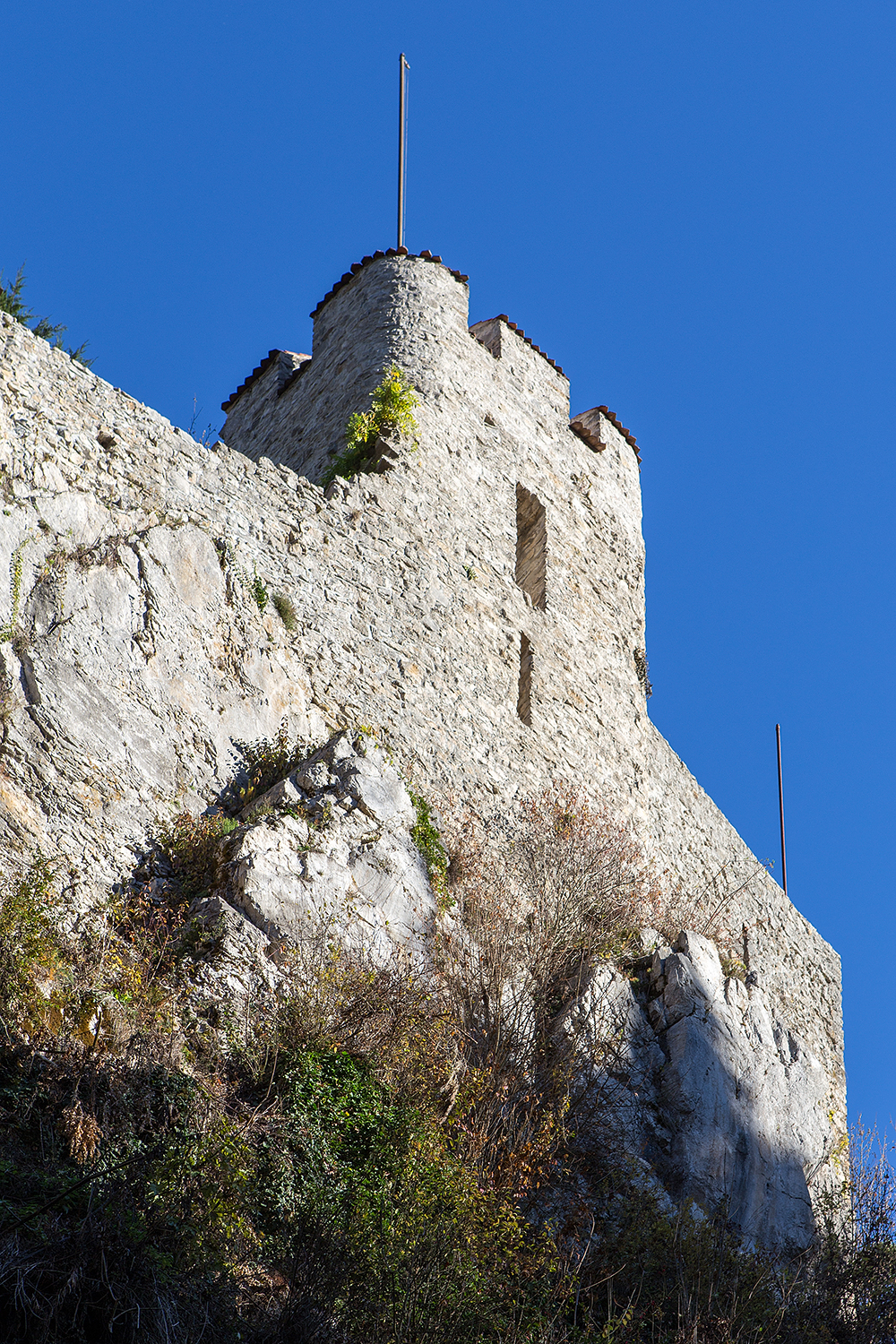
Schloss Soyhières (liegt auf dem Gemeindegebiet von Courroux)

## Persönlichkeiten
- Maria Salesia Chappuis (1793–1875), französisch-schweizerische Ordensfrau
- François Mertenat (* 1941), Politiker